# Follo Station
Follo Station (Follo stoppested) var en jernbanestation på Nordlandsbanen, der lå i Orkdal kommune i Norge.
Stationen blev oprettet som holdeplads, da den første del af banen mellem Thamshavn og Svorkmo åbnede for driften 15. juli 1908. Den blev nedgraderet til trinbræt 1. januar 1928. Persontrafikken på banen blev indstillet 1. maj 1963, hvorefter den var en industribane for Orkla Grube-Aktiebolag. Trafikken blev helt indstillet 30. maj 1974.
10. juli 1983 begyndte der at køre veterantog på banen mellem Løkken og Svorkmo. Driften blev udvidet etapevist, senest i 2002 med strækningen mellem Fannrem og Bårdshaug, hvor Follo ligger. Stationen indgår dog ikke i veterantogenes køreplan.
Stationsbygningen blev opført til åbningen i 1908 efter tegninger af Finn Knudsen, der også stod for de øvrige stationsbygninger på banen.